# Kurländska koloniseringen av Amerika
Hertigdömet Kurland var det minsta landet att kolonisera Amerika. Det hade en kortlivad koloni i Tobago mellan 1654 och 1659, och återigen mellan 1660 och 1689. Under hertigen Jakob Kettler nådde hertigdömet höjdpunkten av sin rikedom. Under Kettlers resor i Västeuropa blev han en stark förespråkare av merkantilismen, och teknologin i Kurland ökade kraftigt. Kurland började under den tiden handla med Storbritannien, Frankrike, Nederländerna, Portugal, med flera. Han utvecklade också en av de största handelsflottorna i Europa, med huvudhamnar i Ventspils och Liepaja. 
Hertigdömets skepp började utföra handelsseglatser till Västindien ungefär 1637, och ett skepp från Kurland försökte grunda en koloni på Tobago med 212 nybyggare. De var dock inte först på Tobago, en nederländsk koloni som grundats 1628 hade utplånats av spanjorer några månader tidigare. Den första kurländska kolonin blev ett misslyckande och ett andra försök gjordes 1639. År 1642 försökte två skepp med ungefär 300 nybyggare bosätta sig på norra kusten, men drevs iväg av karibiska urinvånare. År 1651 fick Kurland sin första lyckade koloni, i Afrika på St. Andrews Island (Kunta Kinteh Island) vid Gambia-floden. Där etablerade de Fort Jakob.
Snart efteråt, 20 maj 1654, etablerades en ny koloni i Tobago när skeppet Das Wappen der Herzogin von Kurland anlände. Skeppet innehöll 45 kanoner, 25 officerare, 124 soldater, och 80 kolonisatörfamiljer. Kapten Willem Mollens döpte ön till "Nya Kurland". Ett fort restes i sydvästra delen av ön, som började kallas Jekabforts (Jakob-fortet), och staden döptes till Jekaba pilseta (Jakobstad). Även andra platser fick kurländska namn, som Stora Kurlandsbukten, Jakobbukten med mera. En evangelisk-luthersk kyrka byggdes under kolonins första år.
En andra nederländsk koloni etablerades några månader senare och blev snabbt mycket större än den kurländska. 120 nya kurländska kolonisatörer kom 1657, men nästa år hade den nederländska kolonin redan 1 200 invånare, då 500 franska nybyggare anslöt sig till dem.
Varor som transporterades till Europa inkluderade socker, tobak, kaffe, bomull, ingefära, indigo, rom, kakao, sköldpaddsskal samt tropiska fåglar och deras fjädrar. 
Hertigdömet Kurland var av stort intresse för både Sverige och Polen. År 1655 angrep svenska armén hertigdömet och krig inleddes. Hertig Jakob hölls som fånge av svenska armén mellan 1658 och 1660. Under den här tiden togs båda kolonierna över av större nederländska kolonier, och handelsflottan och handelsstationerna förstördes. De nederländska nybyggarna omringade Fort James och tvingade Hubert de Beveren, kurländarnas guvernör, att ge upp. Kurland lämnade officiellt över Nya Kurland till holländarna 11 december 1659. Kurländarna lämnade Tobago 1666, troligen efter en attack från pirater som inträffade det året. 1668 försökte ett kurländskt skepp ytterligare en gång återta Ford Jakob, men drevs bort av nederländarna. Tobago togs tillbaka kortvarigt ytterligare en gång under slutet av Jakobs regeringstid i juli 1680, även detta försök misslyckades. Hertigen började då återställa landets flotta och fabriker, men hertigdömet lyckades aldrig återuppnå samma nivå av rikedom. Tobago övergavs mellan mars 1683 och juni 1686, och i maj 1690, kort efter att ön sålts av Kurland, lämnade de sista kurländarna permanent ön, men skulle fortsätta att utnämna guvernörer för ön fram till 1795.
Vid Kurlandsbukten finns ett monument till minne av de kurländska bosättningarna.

## Guvernörer över Nya Kurland (Tobago)
| 1642–1643 | Edward Marshall   |
| 1643–1650 | Cornelius Caroon  |
| 1654      | Adrien Lampsius   |
| 1656–1659 | Hubert de Beveren |
| 1660–1689 | Jacob Kettler     |